# Чистий лід
Чистий лід означає тверді опади, які утворюються, коли температура повітря становить 0 °C (32 °F) і −3 °C (27 °F) і є переохолоджені, відносно великі краплі води (від замерзаючого туману). Швидке наростання та повільне розсіювання прихованої теплоти плавлення сприяє утворенню прозорого крижаного покриття без повітря та інших домішок. Подібне явище відбувається, коли льодяний дощ або мряка потрапляє на поверхню, і це називається глазур'ю. Прозорий лід, який утворюється на землі, часто називають чорним льодом і може бути надзвичайно небезпечним.
Чистий лід щільніший і більш однорідний, ніж паморозь; однак, як іній, чистий лід накопичується на гілках і повітряних лініях, де він особливо небезпечний через свою відносно високу щільність.
Чистий лід — це також назва певного типу кубиків льоду, популярних у крафтових коктейлях. Вода замерзає напрямлено, що запобігає потраплянню бульбашок повітря в лід.